# Дуран, Денильсон
Денильсон Дуран Сабала (исп. Denilson Durán Zabala; род. 24 марта 2003) — боливийский футболист, нападающий клуба «Блуминг».

## Клубная карьера
Дуран — воспитанник клуба «Блуминг». 20 апреля 2022 года в матче против «Хорхе Вильястерман» он дебютировал в боливийской Примере. 3 июня в поединке против «Насьональ Потоси» Денильсон забил свой первый гол за «Блуминг». 

## Международная карьера
В 2023 году в составе молодёжной сборной Боливии Дуран принял участие в молодёжном чемпионате Южной Америки в Колумбии. На турнире он сыграл в матчах против сборных Венесуэлы, Эквадора, Чили и Уругвая.